# Friedrichsthal (Türingia)
Friedrichsthal település Németországban, azon belül Türingiában. Lakosainak száma 220 fő (2017. december 31.).

## Népesség
A település népességének változása:

| 2017 | 220 |